# Curt Wadmark
Curt Erik Ernst Wadmark, kallad "Wade", född 30 januari 1915 i Lund, död 21 juli 2003 i Lund, var en svensk handbollsspelare och senare förbundskapten för svenska herrlandslaget i handboll och idrottsledare. Han var förbundskapten för Sveriges herrlandslag i handboll 1948–1967.

## Spelarkarriär
1938-1939 spelade Curt Wadmark för IFK Lund i allsvenskan. Det var då han landskampsdebuterade 1938. IFK Lund kom på sjätte plats av 8 lag i serien. Året efter sade man upp sin plats eftersom spelplanen, Malmö tennishall, inte höll måttet för spel. Då började Curt Wadmark spela för IFK Kristianstad och var med när laget vann sitt första SM-guld 1941. Curt Wadmark blev tvåmålsskytt i finalen.. Något år efter detta började Wadmark spela för IFK Malmö. IFK Malmö gjorde sin första säsong i allsvenskan 1942.
Curt Wadmark spelade 12 landskamper för Sverige men bara utomhus. Han gjorde 9 mål i landslaget. Landslagsdebuten 1938  i VM-matchen mot Holland var alltså också mästerskapsdebut. Han deltog sedan 4 matcher i utomhus VM 1938 i Tyskland. Sista landskampen 1945 i Motala mot Danmark slutade i svensk förlust med 3-8.Planen var mycket blöt och svårspelad och de svenska spelarna var för tunga och hängde inte med de snabbare danskarna. Efter 1945 tog Wadmarks karriär som spelare slut.

## Förbundskapten
Efter att i slutet av spelarkarriären 1944 blivit lagledare för svenska landslaget och sekreterare i UK, uttagningskommittén. blev han 1948  Sveriges förbundskapten. Under hans tid som förbundskapten upplevde det svenska handbollslandslaget sin första storhetstid. Wadmark ledde Sverige till tre VM-guld. Efter ännu flera medaljer var förväntningarna höga inför hemma-VM i Sverige 1967 - men Sverige slutade femma.  Efter VM 1967 i Sverige avgick han som förbundskapten, men fortsatte vara en prominent profil både inom handbollen och idrotten. Curt Wadmarks favoritidé var att en bra handbollsspelare skulle träna friidrott - handbollen innehåller grundelementen löpning, hopp och kast. Wadmark vann två skånska mästerskap i 10-kamp under sin tid i IFK Lund. Det förklarar kanske förtroendet för friidrotten.

## Ledarkarriär[4]
Curt Wadmark blev vice ordförande Skånes handbollförbund 1942-1949 för att sedan vara ordförande 1949-1966. Sen blev han ordförande i Svenska Handbollsförbundet 1967–1973 samt ledamot av Riksidrottsstyrelsen (nuvarande Riksidrottsförbundet) 1971–1983. Han var även ordförande i Skånes Idrottsförbund 1969-1982. På klubbnivå var han verksam i Lugi HF. Curt Wadmark var också verksam i tekniska kommittén i IHF. Internationella handbollsförbundet. Utanför handbollen var Curt Wadmark grönsaksodlare på Råbylund i Lund.

## Klubbar
- IFK Lund 1938-1939[5]
- IFK Kristianstad 1939-1941
- IFK Malmö 1941-

## Meriter

### Meriter som spelare
- SM-guld med IFK Kristianstad 1941

### Meriter som förbundskapten
- VM-guld utomhus 1948 i Frankrike med Sveriges herrlandslag i handboll
- VM-silver utomhus 1952 i Schweiz
- VM-guld  inomhus1954 i Sverige
- VM-guld inomhus 1958 i Östtyskland
- VM-brons utomhus 1959
- VM-brons inomhus 1961 i Västtyskland
- VM-silver inomhus 1964 i Tjeckoslovakien